# Roland System 700

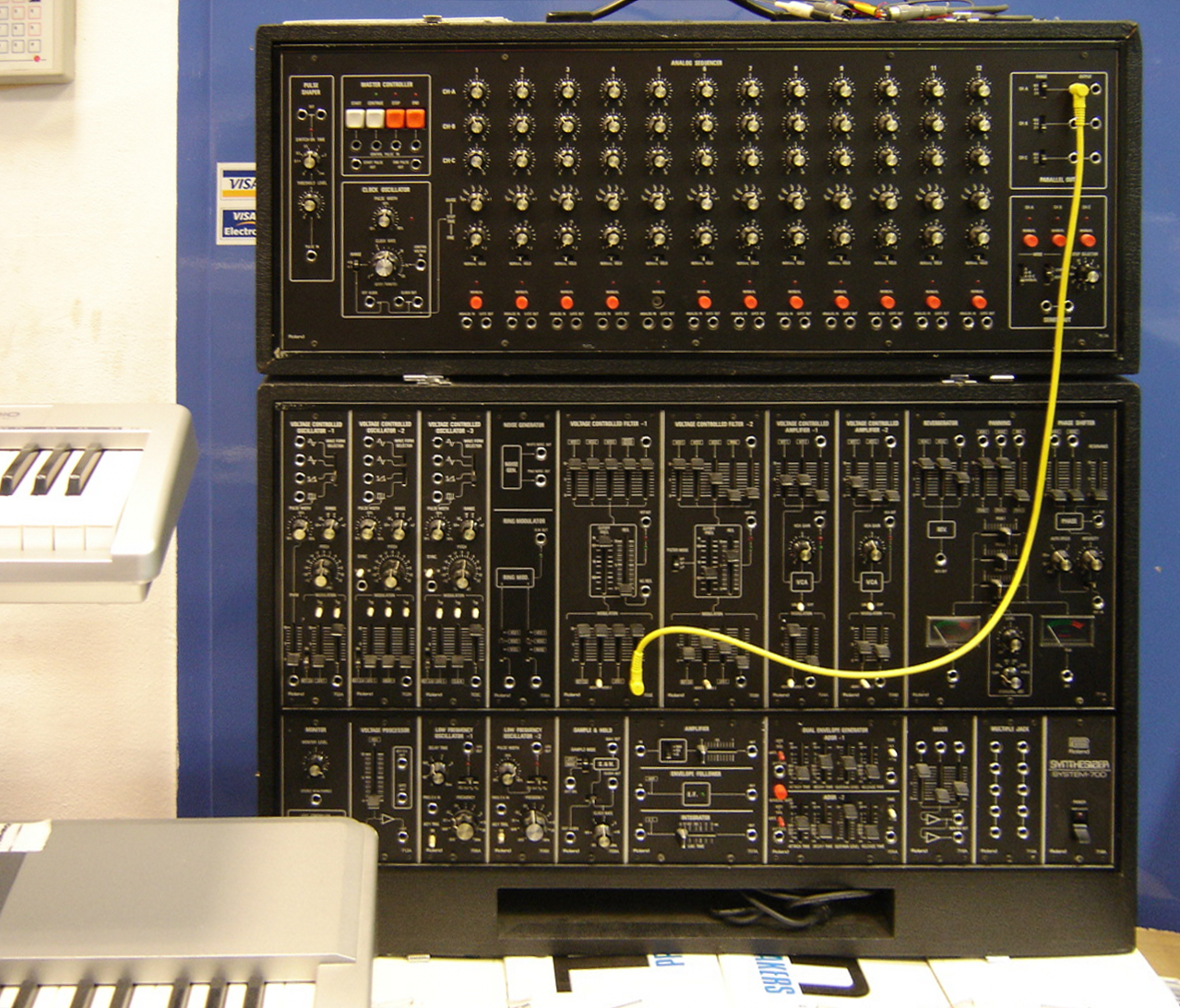
Roland System 700 zonder toetsenbord-controller

De Roland System 700 is een modulaire synthesizer, uitgebracht door Roland in 1976.
Een complete System 700 werd eigenlijk uitsluitend door een handjevol (rijke) muzikanten en verder alleen door professionele platenstudio's gebruikt. Het prijskaartje lag dan ook tussen 10 en 20 duizend dollar.
De System 700 bestond in zijn basisconfiguratie uit een middenconsole, een toetsenbord en 5 zogenaamde "blocks" waarin in totaal 47 synthesizer-modules waren ingebouwd. Ook was het mogelijk om configuraties op aanvraag te laten samenstellen.

## De "blocks" (zie schema)
Block 1De middenconsole bevat alle basis-modules die nodig zijn voor geluidsopwekking en kan samen met het toetsenbord (Block 2) als volwaardige synthesizer worden gebruikt. In de middenconsole worden de meeste verbindingen tussen de modules intern gepatched, dus zonder gebruikmaking van patchkabels. De modules van de middenconsole zijn: 3 VCO's, 2 VCF's, 2 VCA's, 2 LFO's, 2 ADSR envelope generatoren, Noise, Ringmodulator, Voltage Processor, S/H (sample-and-hold), Envelope Follower, "Integrater" (Lag Processor), Mixer, 2 X 5 multiples, Headphone Monitor Module en een Output Module waarin zich stereo VU-meters, een testtoon met 6 posities, een phase-shifter, een veergalm en voltage controlled panning bevinden.
Block 2De 5-octaafs- (61 toetsen van C naar C), tweestemmige toetsenbord-controller met portamento en pitch bend controllers.
Block 3 (Secuencer)Bevat een 3 x 12staps sequencer, Pulse Shaper, Clock Oscillator en seriële en parallelle outputsecties.
Block 4 (VCO Bank)6 VCOs, twee ADSR envelope generatoren, LFO, sample-and-hold, 2 X 5 Multiples en een kleine audiomixer.
Block 5 (VCF/VCA Bank)2 VCF's, 3 VCA's, twee ADSR envelope generatoren, 2 X 5 Multiples en een gated delay.
Block 6 (Interface/Mixer)Een Frequency-to-Voltage Converter interface, een VCA, een 9-kanaals-audiomixer en een filter-bank.
Block 7 (Phase Shifter/Audio Delay)Een tweekanaals-phaseshifter en een tweekanaals-audio-delay, Analog Switch met 4 inputs en een zeer flexibele multiple (1X12, 1X4 /1X8, or 3X4)

## Modules
| Module       | Specificaties |
| ------------ | --- |
| 701A         | 5-octaafstoetsenbord |
| 702A,B,C,D,E | VCO's met vier golfvormen (sinus, driehoek, zaagtand en blokgolf), PWM en draaiknoppen voor het bereik ("LO" tot twee octaven hoger) en een "pitch control" (ongeveer 12 halve tonen). |
| A            | met PWM-input plus schuifregelaar. LFO1-modulatie-input is geïntegreerd |
| B            | met geïntegreerde ADSR1- en LFO1-modulatie-inputs plus synchronisatie |
| C            | met sample-and-hold plus LFO1-modulatie-input en synchronisatie |
| D            | als A maar met een vrij toe te wijzen modulatiebron |
| E            | als B en C zonder de geïntegreerde inputs |
| 703 B,C,D    | 12dB VCF's |
| 703 E,F      | 24dB VCF's |
| 704 A,B,C,D  | VCA's |
| 705 A        | Twee ADSR's |
| 706 A,B      | LFO's |
| 707 A        | "Envelope Follower" |
| 708 A        | Noise en ringmodulatoren |
| 709 A,B      | Sample-and-hold-modules |
| 710 A,B      | Multiples |
| 711 A        | Outputmodule (Stereo VU's, testtoon (6 posities), phase-shifter, veergalm en panning)                                                                                                  |
| 712 A        | CV-processor |
| 713 A        | Gated delay |
| 714 B        | Frequency-to-voltage-omzetter, "envelope follower" |
| 715 A        | Multimode-filter, audiomixer |
| 716 A        | Audiomixer |
| 717 A        | Analoge sequencer |
| 718 A        | Voeding |
| 720 B        | Tweekanaals-phase-shifter |
| 721 B        | Tweekanaals-audio-delay |
| 723 A        | Analoge schakelaar |

## Alternatieve configuraties
Tevens was de "Laboratory System 700" verkrijgbaar. Deze bestond uit drie VCO's, noise en een ringmodulator, een VCF, een VCA, een audiomixer, LFO, sample-and-hold en een dubbele ADSR envelope generator.